# 芬陀院
芬陀院（ふんだいん）は、京都市東山区にある臨済宗の寺院。臨済宗東福寺派大本山･東福寺の塔頭である。雪舟が作庭したという庭園があることから雪舟寺とも呼ばれる。

## 歴史
元亨年間（1321年～1324年）、一条経通が父一条内経のため、東福寺開山・円爾（聖一国師）の法孫にあたる定山祖禅（じょうざんそぜん）を開山として創建。以後、今日まで摂関家の一家である一条家の菩提寺とされる。院号は内経の法号「芬陀利華院」にちなむ。元禄年間（1688 - 1704年）、一条兼輝によって再興された。宝暦5年（1755年）の火災後、恭礼門院の旧殿を移築している。

## 建造物
- 書院 - 宝暦5年（1755年）の火災焼失後に桃園天皇の皇后・恭礼門院の御所の一棟を下賜され、移築したもので、明治32年（1899年）に改築された[3]。
- 図南亭（となんてい） - 昭和44年（1969年）に茶道に造詣の深かった一条恵観（昭良）の三百年忌に当り再建された茶室で、露地には恵観ゆかりの勾玉の手水鉢と屑屋形灯籠が残されている[1]。
- 唐門

## 庭園
方丈の南庭と東庭は、画聖として知られる雪舟が作庭したと伝わる枯山水庭園である。ただし、雪舟作庭を立証する史料はない。元禄と宝暦の火災などにより一部荒廃したが、昭和14年（1939年）に重森三玲により復元された。

## アクセス
- 京阪本線 鳥羽街道駅もしくは東福寺駅下車、徒歩
- JR奈良線 東福寺駅下車、徒歩